# Raquel Rastenni
Raquel Rastenni, født Anna Rachel Rastén, (født 21. august 1915 i København, død 17. august 1998 i Skodsborg) var en populær dansk slagersangerinde.

## Baggrund
Raquel Rastenni blev født i København og voksede op i en lille lejlighed i et fattigt kvarter i den centrale del af byen. Hendes forældre, der var jøder, var hver for sig immigreret til Danmark fra Rusland i 1906. Faderen, Salomon Wolff Rastén (1889-1939), var skrædder og moderen, Elka Elkanowitz (1886-1972), syerske. Der var i alt tre børn: Storebroderen Adolph Rastén, der blev journalist, samt Rachel og tvillingesøsteren Lea. 
Hun blev gift den 23. juni 1940 med repræsentant Harry Hirsch Rothstein (f.13. februar 1914 i Kbh., søn af kasketmager Leib R. og Matel Liebe Salzmann). Ægteskabet opløst 1946.
Hun blev gift igen den 26.april 1948 med kreditforeningsdirektør Vagn Aage Terpager (f.13. september 1917 i Middelfart, †25. maj 1996 i Gentofte sg., s. af trafikkontrollør Niels Sørensen T. og Anna Marie Andersen). Ægteskabet opløst.
Hun har datteren Charlotte (1963), født mens hun levede alene.

## Karriere
Hun begyndte sin karriere som danser i Helsingør Revyen i 1936 og havde sin debut som sanger i 1938, hvor hun også havde radiodebut. I 1940 dannede hun sin egen swingtrio. Det samme år blev hendes første plade udsendt. Hun turnerede også i Sverige på den tid.
Da hun var jøde, måtte hun pga. besættelsen flygte til Sverige i oktober 1943 sammen med sin familie. Hun tilbragte resten af krigsårene her, hvor hun fortsatte sin succes. Hendes sangstil (bl.a. jazz) er blevet sammenlignet med Ella Fitzgeralds.
I 1945 vendte Raquel Rastenni tilbage til Danmark, og i de følgende år blev hun Danmarks førende sangerinde. Blandt hendes successer var Vovsen i vinduet (1953, dansk version af den engelske sang (How Much Is) That Doggie in the Window?) og Heksedansen (1960). I 1970'erne udvidede hun repertoiret med jødiske sange. Hendes bedst sælgende pladeindspilning var Hele ugen alene (1953), der solgte over 120.000 eksemplarer. Hun var den første danske kunstner, der opnåede at få en guldplade for en mio. solgte grammofonplader. Hun fortsatte med at modtage priser gennem hele sin karriere.
Efter i 1958 at have kvalificeret sig til at repræsentere Danmark ved Eurovision Song Contest, deltog hun dér og sang Jeg rev et blad ud af min dagbog. Hun blev nummer otte.
Hun deltog to gange mere i Dansk Melodi Grand Prix. I 1961 hvor hun sang duet med Grethe Sønck i sangen Hjemme hos os, der endte på en delt 5. plads, og som solist i 1964 med sangen Vi taler samme sprog.
Under Yom Kippur-krigen i Mellemøsten i 1973 indsang hun en støtteplade for Israel med jiddische og hebræiske sange; hun besøgte ofte landet og blev i 1975 indskrevet i Jerusalems såkaldte Gyldne Bog.
I slutningen af 1980'erne trak hun sig tilbage fra det offentlige liv. Hun døde i Skodsborg i Nordsjælland fire dage før sin 83 års fødselsdag.